# TEE Saphir
Saphir è una relazione Trans Europ Express operata dalle Ferrovie Federali Tedesche DB operativa dal 1957 al 1979 collegante Dortmund con Ostenda e viceversa con fermate a Bochum-Essen-Duisburg-Düsseldorf-Colonia- Aquisgrana-Herbesthal-Verviers-Liegi-Brussel Noord-Bruxelles Midi-Gand e Bruges. 
Dal 1971 esteso a Francoforte sul Meno.
Il Saphir era un collegamento chiave tra la regione della Ruhr e il porto di Ostenda da dove partivano i collegamenti marittimi per il Regno Unito
Il nome (Zaffiro) fa riferimento all'industria delle pietre preziose per la quale sono famosi i Paesi Bassi e il Belgio.

## Bibliografia

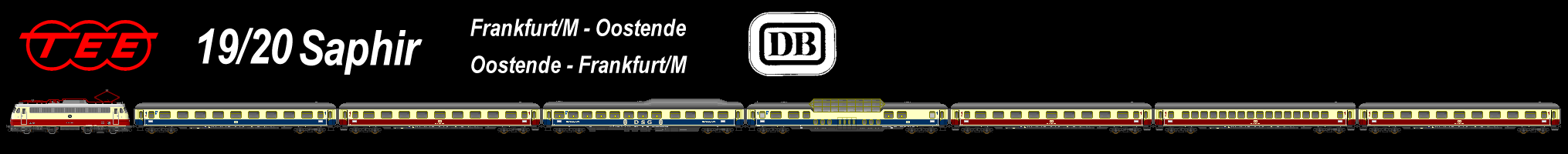
il TEE Saphir in policroma composizione nel 1967